# Orquesta

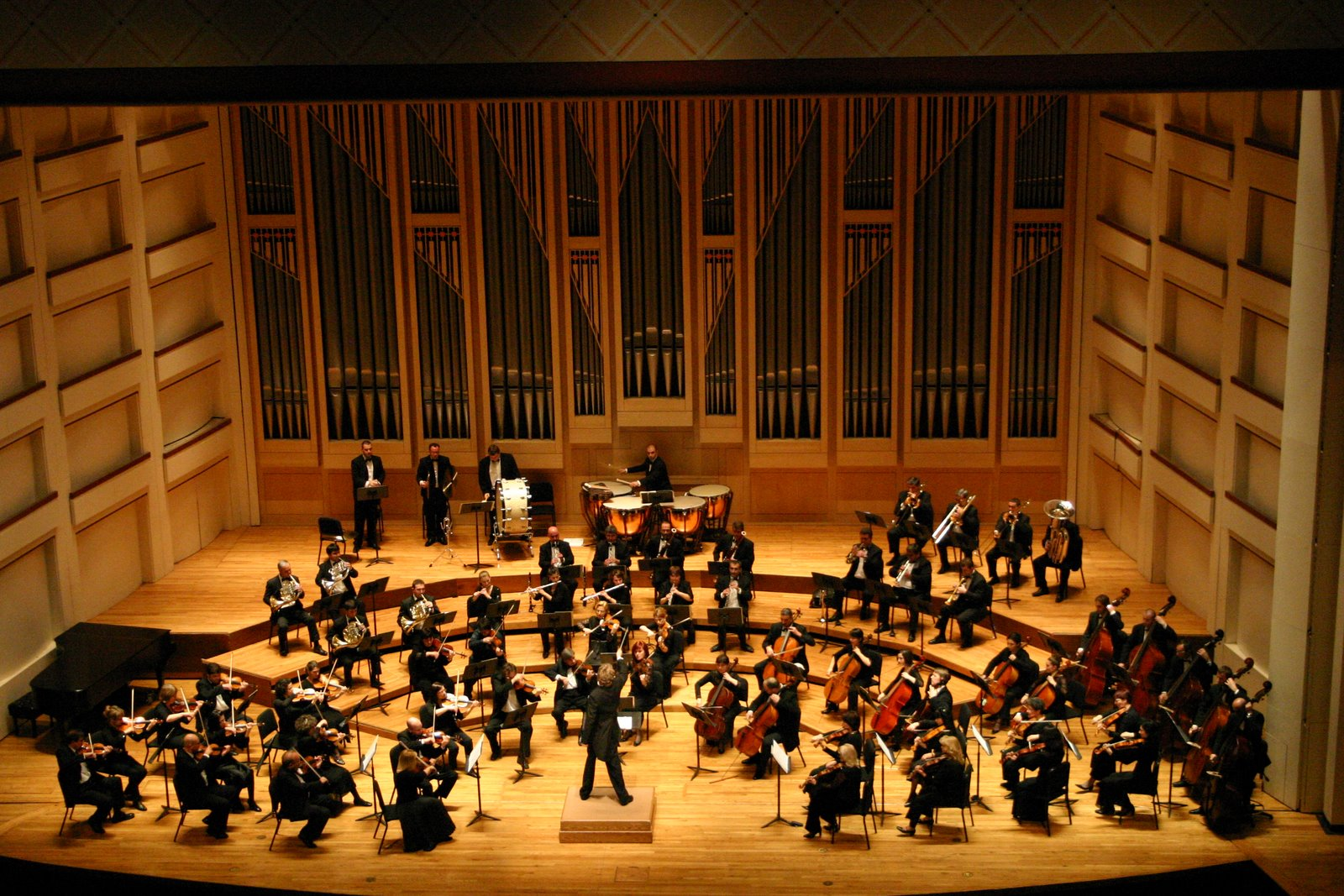
Orquesta Filarmónica de Dublín tocando Sinfonía n.º 4 de Piotr Ilich Chaikovski en Carolina del Norte, Estados Unidos.

Una orquesta (en griego antiguo: ορχήστρα, romanizado: orchestra, lit. 'lugar para danzar') es un gran conjunto musical, originado en el periodo barroco, que combina instrumentos de diferentes familias.
Esta definición se remonta alrededor del siglo V a. C., cuando las representaciones se efectuaban en teatros al aire libre. Frente del área principal de actuación había un espacio para los cantantes, bailarines e instrumentos. Este espacio era llamado orquesta. Hoy en día, el término se refiere a un conjunto de instrumentos musicales y de los músicos que los tocan o ejecutan, sea cual sea el género musical que interpreten (clásica, tropical, moderna, etc.).
El término puede aplicarse a cualquier tipo de agrupación instrumental, sea cual sea su origen, desde la orquesta gagaku del Japón a las orquestas gamelan de Indonesia y Bali. En la música culta occidental, hace generalmente referencia a la orquesta sinfónica, un conjunto integrado por numerosos instrumentos de cuerda más una selección de instrumentos de viento-madera, metal y percusión.
En la Edad Media el término pasó a hacer referencia al propio escenario. A partir de finales del siglo XVII, se usó para denominar el conjunto de intérpretes, al igual que en la actualidad. Sin embargo, el término aún denota también el conjunto de asientos colocados a nivel del suelo enfrente del escenario en los teatros y salas de concierto.
Una orquesta occidental de tamaño completo puede denominarse a veces orquesta sinfónica u orquesta filarmónica (de griego phil-, "amar", y "armonía"). El número real de músicos empleados en una actuación puede variar de setenta a más de cien músicos, dependiendo de la obra que se interprete y del tamaño del local. Una orquesta de cámara (a veces orquesta de concierto) es un conjunto más pequeño de no más de unos cincuenta músicos. Orquestas especializadas en la música barroca de, por ejemplo, Johann Sebastian Bach y Georg Friedrich Händel, o Repertorio clásico, como el de Haydn y Mozart, suelen ser más pequeñas que las orquestas que interpretan un repertorio de Música romántica, como las Sinfonías de Ludwig van Beethoven y Johannes Brahms. La orquesta típica creció en tamaño a lo largo de los siglos XVIII y XIX, alcanzando su punto álgido con las grandes orquestas (de hasta 120 músicos) que se utilizaban en las obras de Richard Wagner y, más tarde, de Gustav Mahler.

## Historia
Antes de la época barroca, se dotaba de una mayor importancia a la música vocal, dejando en segundo término a la instrumental, considerada un género menor. En algunas ocasiones las líneas vocales de la polifonía medieval y renacentista solían estar acompañadas por grandes agrupaciones instrumentales de dimensiones muy reducidas, nada comparable a una orquesta antigua.
La llegada de la ópera a inicios del siglo XVII ayudó a concretar la instrumentación y a crear una dependencia cada vez mayor de un gran número de instrumentos de cuerda, para aportar cuerpo y equilibrio al viento y la percusión.
Aunque la orquesta nace como tal en el Barroco (siglo XVII y principios del siglo XVIII), es en el Clasicismo (segunda mitad del siglo XVIII) cuando se establece la instrumentación y la forma con la que la conocemos actualmente, si bien habrá que esperar hasta finales del siglo XIX para la llegada del perfeccionamiento técnico de los instrumentos.

### Época barroca
En la época barroca, el tamaño y la composición de una orquesta no estaban estandarizados. Existían grandes diferencias de tamaño, instrumentación y estilos de interpretación -y, por tanto, de paisajes sonoros y paletas orquestales- entre las distintas regiones europeas. La orquesta barroca abarcaba desde orquestas más pequeñas (o conjuntos) con un intérprete por parte, hasta orquestas de mayor escala con muchos intérpretes por parte. Ejemplos de la variedad más pequeña fueron las orquestas de Bach, por ejemplo en Koethen, donde tuvo acceso a un conjunto de hasta 18 músicos. Ejemplos de orquestas barrocas a gran escala serían la orquesta de Corelli en Roma, que contaba con entre 35 y 80 músicos para las actuaciones cotidianas, ampliándose a 150 músicos para las ocasiones especiales.

### La orquesta clásica[4]
En la época clásica, la orquesta se hizo más estandarizada, con una sección de cuerda de tamaño pequeño a mediano y una sección de viento principal formada por pares de oboes, flautas, fagotes y trompas, a veces complementada por percusión y pares de clarinetes y trompetas.
En 1750 ya estaba establecida una cultura orquestal diferenciada de otras culturas musicales (ministriles, capillas catedralicias...). Esta cultura orquestal, más homogénea en sus instrumentos y en las partituras, favoreció que los músicos viajaran para tocar en diferentes orquestas, a veces incluso se desplazaban a otros países. 
La orquesta clásica se caracteriza por tres aspectos estables: la instrumentación (violines, violas, violonchelos y contrabajos, flautas, oboes, trompas y fagotes —los clarinetes fueron añadidos a final de período—, teclado, con trompetas y timbales opcionales); su organización interna (estandarización de 4 secciones en la partitura: dos secciones de violín, una de viola y otra sección de bajos que incluye violonchelos, contrabajos, fagotes y teclado. Los vientos fueron añadidos en parejas doblando estas partes); y ciertos equilibrios y proporciones (los violines eran entre el 50% y 70% de la cuerda, pero los vientos variaban entre el 20 y el 50%). Sin embargo, hay excepciones según su función (en la ópera, los oratorios...) y ciertas variantes regionales y nacionales .
Los violines y las violas sufrieron diversos cambios a lo largo del XVII y XVIII: las cuerdas graves de tripa se sustituyeron por las recubiertas con alambre de plata o cobre y los arcos curvados del Barroco se alargaron. La afinación estándar se estableció en el siglo XVII. Sin embargo, durante la primera mitad del siglo XIX apenas sufrieron más cambios , ya que se continuaron usando instrumentos hechos con patrones del siglo XVII, con cuerdas de tripa, aunque algunos instrumentos fueran reconstruidos por lutiers para modernizarlos. El mayor cambio se produjo en los arcos, donde el arco Tourte, con su curva cóncava, punta ponderada y tensor de tornillo, reemplazó el antiguo arco barroco. Además, había cuatro tipos diferentes de bajo en la cuerda: la viola da gamba baja, el bajo de violón (violone o Basseige), el violonchelo y el contrabajo (a veces también llamado violone). Alrededor de 1740, los dos primeros fueron desapareciendo. 
Los instrumentos de viento madera fueron sometidos a un frenesí de experimentación y mejora. Es relevante la introducción del clarinete en la orquesta, lo que sucedió entre los años 1740 y 1815 gracias a las mejoras técnicas que se fueron implementando en el instrumento. De esta manera también pudo ampliar su registro. Los instrumentos resultantes podrían tocar más rápido, más fuerte y más confiablemente afinado que los instrumentos de viento del siglo XVIII. Los cambios entre los instrumentos de metal fueron aún mayores. Los trombones, que en el siglo XVIII se habían utilizado principalmente en iglesias, se agregaron a la mayoría de las orquestas. Las tubas fueron poco a poco sustituyendo a una sucesión de otros instrumentos con boquilla como la el serpentón.
Entre 1740 y 1815 podemos ver una tendencia hacia la diferenciación de los diferentes grupos instrumentales. Primeramente los vientos doblaban a la parte de las cuerdas y mantenían las armonías. No obstante, durante la segunda mitad del siglo XVIII fueron adquiriendo una mayor diferenciación mediante diferentes combinaciones para agregar efectos y otros colores orquestales. Por otra parte, en la parte de los bajos, los violonchelos y los fagotes fueron diferenciándose también progresivamente.
El papel del bajo en la orquesta era desempeñado por diferentes instrumentos: chelos, contrabajos, teclado —el clavicémbalo era el instrumento de teclado más utilizado— y fagotes. En un principio, el bajo tocaba la misma línea con el teclado añadiendo armonías improvisadas. Sin embargo, la presencia de diferentes instrumentos en el bajo creó la posibilidad de redistribuir la línea del bajo. La línea del bajo al uso desapareció con el desarrollo de la orquesta clásica. Con su desaparición y con el nacimiento de nuevos instrumentos de viento de madera y metales, el modelo a cuatro partes principales de la orquesta clásica fue reemplazado por una nueva organización en tres secciones principales, con sus subsecciones: cuerdas, instrumentos de viento madera y metales. Esta organización se comenzó a usar desde la primera mitad del siglo XIX, añadiéndose una creciente sección de percusión. 
La figura del director fue otra creación de la primera mitad del siglo XIX. La dirección musical recaía normalmente en el primer violín de las orquestas. La figura que marcaba el tempo en la música eclesiástica se incluyó en la ópera, y poco a poco, comenzó a cobrar más importancia, convirtiéndose en el precursor del director moderno. El director dejó de ser un músico de la orquesta que tocaba un instrumento y comenzó a encargarse no solo de marcar el tempo, sino también de asegurarse que la orquesta tocaba afinada y con las dinámicas y expresividad adecuadas.

### Influencia de Beethoven
El llamado "complemento estándar" de vientos y metales doblados en la orquesta, introducido a finales del siglo XVIII y consolidado durante la primera mitad del siglo XIX, se atribuye generalmente a las fuerzas que Beethoven pedía después de Haydn y Mozart. La instrumentación de Beethoven incluía casi siempre flautas, oboes, clarinetes, fagotes, trompas y trompetas emparejados. Las excepciones son la Sinfonía n.º 4, el Concierto para violín y el Concierto para piano n.º 4, cada uno de los cuales especifica una sola flauta. Beethoven calculó cuidadosamente la expansión de esta paleta tímbrica particular en las sinfonías. "en las Sinfonías 3, 5, 6 y 9 para conseguir un efecto innovador. La tercera trompa de la Sinfonía n.º 3 "Eroica" llega para aportar no sólo cierta flexibilidad armónica, sino también el efecto de metal "coral" en el movimiento Trío. Flautín, contrafagot y trombones se suman al triunfal final de su Sinfonía n.º 5. Un flautín y un par de trombones ayudan a crear el efecto de tormenta y sol en la Sinfonía n.º 6 "Pastoral". La Sinfonía n.º 9 pide un segundo par de trompas, por razones similares a la "Eroica" (cuatro trompas se ha convertido desde entonces en estándar); el uso de Beethoven de flautín, contrafagot, trombones y percusión no afinados -además de coro y solistas vocales- en su final, son su primera sugerencia de que los límites tímbricos de la sinfonía podrían ampliarse. Durante varias décadas después de su muerte, la instrumentación sinfónica fue fiel al modelo bien establecido de Beethoven, con pocas excepciones.

### Tecnología instrumental

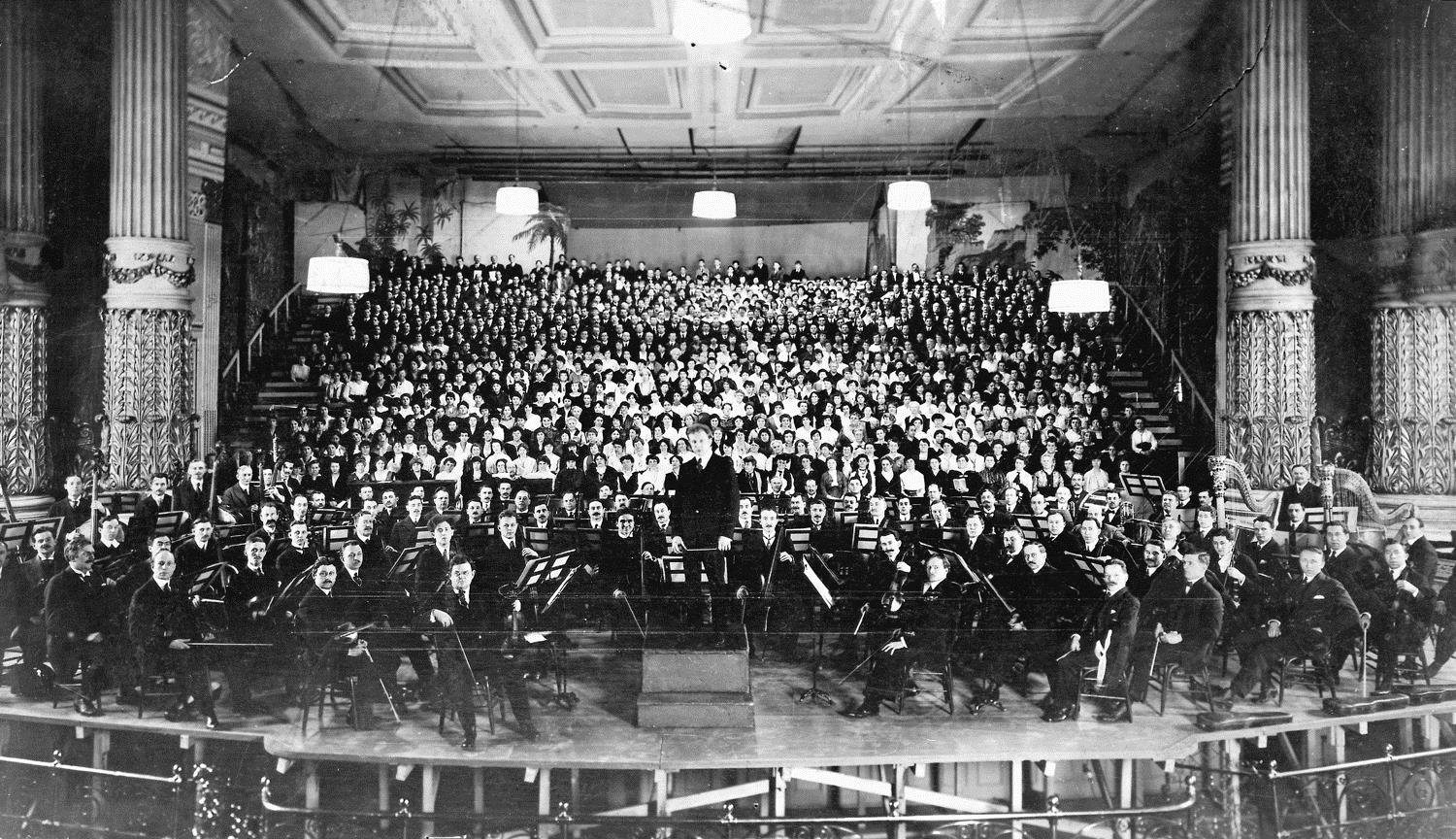
Stokowski y la Orquesta de Filadelfia en el estreno americano del 2 de marzo de 1916 de la 8ª Sinfonía de Mahler.

La invención del pistón y la válvula rotativa por Heinrich Stölzel y Friedrich Blühmel, ambos de Silesia, en 1815, fue la primera de una serie de innovaciones que repercutieron en la orquesta, incluido el desarrollo del mecanismo de llaves moderno para la flauta por Theobald Boehm y las innovaciones de Adolphe Sax en los instrumentos de viento madera, especialmente la invención del saxofón. Estos avances llevarían a Hector Berlioz a escribir un libro de referencia sobre instrumentación, que fue el primer tratado sistemático sobre el uso del sonido instrumental como elemento expresivo de la música.

### Influencia de Wagner
La siguiente gran expansión de la práctica sinfónica vino de la mano de la orquesta Bayreuth de Richard Wagner, fundada para acompañar sus dramas musicales. Las obras escénicas de Wagner tenían un alcance y una complejidad sin precedentes: de hecho, su partitura para Das Rheingold' requiere seis arpas. Así, Wagner previó un papel cada vez más exigente para el director de la orquesta teatral, como explicó en su influyente obra "Sobre la dirección de orquesta". Esto supuso una revolución en la composición orquestal y marcó el estilo de la interpretación orquestal de los siguientes ochenta años. Las teorías de Wagner reexaminaron la importancia del tempo, la dinámica, el arco de los instrumentos de cuerda y el papel de los principales en la orquesta.

### La orquesta delsigloXX
A principios del siglo XX, las orquestas sinfónicas eran más grandes, estaban mejor financiadas y mejor formadas que antes; en consecuencia, los compositores podían componer obras más grandes y ambiciosas. Las obras de Gustav Mahler fueron especialmente innovadoras; en sus últimas sinfonías, como la descomunal Sinfonía n.º  8, Mahler sobrepasa los límites del tamaño orquestal, empleando fuerzas descomunales. A finales del Romanticismo, las orquestas podían soportar las formas más enormes de expresión sinfónica, con enormes secciones de cuerda, enormes secciones de metales y una amplia gama de instrumentos de percusión. Con el comienzo de la era de la grabación, los estándares de interpretación se elevaron a un nuevo nivel, ya que una sinfonía grabada podía escucharse atentamente e incluso los pequeños errores de entonación o conjunto, que podrían no ser perceptibles en una interpretación en directo, podían ser oídos por los críticos. A medida que las tecnologías de grabación mejoraron a lo largo de los siglos XX y XXI, los pequeños errores de una grabación pudieron "corregirse" mediante la edición de audio o el overdubbing. Algunos de los directores y compositores más veteranos recuerdan una época en la que lo normal era "pasar" la música lo mejor posible. Esto, unido a la mayor audiencia que permitían las grabaciones, hizo que se volviera a prestar atención a determinados directores estrella y a un alto nivel de ejecución orquestal.

## Conformación de la orquesta
Inicialmente estaba acordado que la orquesta estaría formada por
- Viento madera: dos flautas, dos oboes y un fagot. Los oboes y flautas eran tocados por los mismos músicos, por lo que no había coexistencia sonora de las cuatro voces.
- Viento metal: dos trompetas y dos trompas.
- Percusión: dos timbales ejecutados por el mismo instrumentista.
- Cuerdas: siete violines, tres violas, dos violonchelos, un contrabajo y un clavecín opcional.

Mozart y Haydn hicieron cambios en la estructura de la orquesta: la introducción de dos clarinetes por influencia de Johann Stamitz tras haber visto la Orquesta de Mannheim, la introducción de un segundo fagot o, en Don Giovanni de Mozart, un trombón, que era tocado por el segundo trompa (es decir, no coexistían las dos trompas junto con el trombón).
Hacia el año 1800 la orquesta creció y se dispuso de la siguiente forma:
- Viento madera: dos flautas, dos oboes, dos clarinetes y dos fagotes.
- Viento metal: dos trompetas y cuatro trompas. Los trombones se añadirían paulatinamente con Beethoven, que llegó a usar tres en las Sinfonías n.º 5, 6 y 9.
- Percusión: dos o tres timbales.
- Cuerdas: veinte violines, ocho violas, ocho violonchelos, cuatro contrabajos.

Durante el siglo XIX la orquesta se expandió enormemente. Beethoven fue quien continuó este avance en el crecimiento orquestal. En Cuerdas aumentando el número de todos los instrumentos, en Maderas introduciendo el flautín, el contrafagot, en ocasiones un corno inglés y algunas variantes de clarinete, en Metales fijó definitivamente el uso de trompetas, comenzó a utilizar trombones y recomendó el uso de la tuba y en Percusión amplió el número de los dos o tres timbales clasicistas a cuatro o hasta cinco, e introdujo el bombo, los platillos y el triángulo (Haydn ya había introducido estos dos últimos, platillos, triángulo, y el contrafagot, en pocas ocasiones). A mediados del siglo, se desarrolló el siguiente agrupamiento:
- Viento madera: un flautín, dos flautas, dos oboes, un corno inglés, dos clarinetes, un clarinete bajo, dos fagotes y un contrafagot.
- Viento metal: tres trompetas, cuatro trompas, tres trombones y una tuba.
- Percusión: cuatro timbales y otros instrumentos de percusión, dependiendo de la composición.
- Cuerdas: treinta violines, doce violas, diez violonchelos, ocho contrabajos, un piano y un arpa.

Richard Wagner añadió la tuba wagneriana (de sonido similar al de la trompa pero con una octava más baja).
En el siglo XX, los compositores (Especialmente, Gustav Mahler) escribieron para orquestas de inmenso tamaño, incluyendo seis timbales, ocho trompas, cuatro trompetas, cuatro trombones, dos tubas, dos arpas, presencia extra de maderas, celesta, más percusión y más cuerdas, para equilibrar la totalidad del conjunto tímbrico.
1. Instrumentos: violín, violonchelo, contrabajo, guitarra, charango, bombo legüero, flauta, clarinete, siku y quena.
2. Suenan viola, arpa, oboe, trompeta, trombón, eufonio, tuba, trompa, saxofón, bandoneón, acordeón, piano, timbales, cajón peruano, platillos y percusión.

## Tipos de orquesta
Durante este siglo, la orquesta de cámara experimentó un creciente impulso renovada. Hay diferentes tipos de orquestas.
- Orquesta sinfónica: La orquesta de gran tamaño – puede llegar a los cien componentes – se denomina orquesta sinfónica u orquesta filarmónica (hoy en día los adjetivos no distinguen el contenido o función de la orquesta pero pueden ser útiles para diferenciar a orquestas que residen en una misma ciudad; por ejemplo la Orquesta Sinfónica de Londres y la Orquesta Filarmónica de Londres). Antiguamente, la orquesta filarmónica era una asociación de amigos que interpretaban música, y la sinfónica era la que estaba patrocinada por un particular que pagaba para la formación de la orquesta.
- Orquesta de cámara: El término orquesta de cámara abarca todo tipo de conjuntos instrumentales, con la única condición de poseer tal tipo de orquesta un tamaño pequeño. Al igual que con la música de cámara, el complemento de «cámara» se refiere al salón en la que se desarrollaban.
- Orquesta barroca: Precisamente, la orquesta nace en el Barroco, en gran parte gracias a la perfección técnica que alcanzan los instrumentos de cuerda frotada (violín, viola, violonchelo y contrabajo). Estaba constituida básicamente por esta sección y el bajo continuo, en el que destacaba el clave.
- Orquesta joven: Es aquella en la que los integrantes son estudiantes de la carrera de música en el conservatorio o en academias privadas. Suele haber una en cada capital de provincia importante o en las regiones. En muchas ocasiones, estas orquestas sirven, para sus miembros, de antesala a una orquesta sinfónica profesional.
- Orquesta que utiliza una familia de instrumentos: orquesta de cuerda, orquesta de vientos, orquesta de metales, orquesta de percusión.
- Orquesta que utiliza varias familias de instrumentos: orquesta de viento y percusión (o banda de música), orquesta de viento, percusión y algunos instrumentos de cuerda (o banda sinfónica).
- Orquesta típica: o simplemente llamada típica, son un conjunto de orquesta que tiene de 8 a 12 músicos y son muy representativas en América Latina.
- Orquesta popularː incluye instrumentos como sintetizadores, batería, guitarra, bajo, viento metal y percusión variada. Suele actuar en fiestas de pueblo o de barrio, al aire libre, e interpreta canciones populares que estén de moda en ese momento o que sean grandes éxitos pasados.[8]
- Orquesta de Acordeones: En esta configuración inusual, la orquesta sinfónica contiene acordeones cromaticos de lengüeta libre que se modifican para recrear la gama completa de sonidos y timbres orquestales durante la interpretación de música clásica occidental tradicional. Por lo general, incluyen entre 50 y 100 acordionistas. Se desarrollaron por primera vez en Alemania y Estados Unidos durante el siglo XX.[9][10][11][12][13]

También se denomina orquesta a otros conjuntos instrumentales de música popular, de baile, de jazz, siempre que tengan un número considerable de miembros. En la actualidad estos grupos musicales van perdiendo auge gracias a los solistas.